# Derolus ruandae
Derolus ruandae là một loài bọ cánh cứng trong họ Cerambycidae.